# حب حتى العبادة (فلم)
حب حتى العبادة هو فيلم مصري تم إنتاجه عام 1960، من تأليف حسن الإمام ويوسف عيسي، وإخراج حسن الإمام، بطولة صلاح ذو الفقار وتحية كاريوكا.
تدور أحداث الفيلم حول مهندس في مصنع نسيج وله نشاط نقابي ويقع في حب فتاه ولكن زميله في المصنع يحاول أن يفوز بحب هذه البنت وأيضا في بالنقابة في المصنع ولكن الفتاه ترفضه ويطلب المهندس من أبيه أن يخطب الفتاه ولكن والده يرفض هذه الفتاه

## القصة كاملة
تزوج المحامي عبد الحميد صبري من عيشه وعاشا في سعادة بالغة وأنجبا ابنهما حسين (صلاح ذو الفقار)، حتى دخلت لطيفة هانم حياتهما، وشاغلت عبد الحميد حتى تزوجته، ثم اوغرت قلبه على زوجته عيشه، حتى طلقها وطردها من منزله وحرمها من ابنها حسين، وهامت عيشه على وجهها في البلاد، حتى عملت راقصة، بينما اكتشف عبد الحميد أن زوجته لطيفه على علاقة آثمة بصديقه أحمد حامد، فطلقها بعد تحرير محضر بقسم المنتزه، وتزوجت لطيفه من عشيقها أحمد حامد، وأنجبت ابنتها نعمة، بينما بحث عبد الحميد عن عيشه بكل مكان، فلم يعثر عليها، وتولت الدادة فهيمه تربية حسين حتى كبر وتخرج من كلية الهندسة، وإلتحق بالعمل بشركة سباهى للمنسوجات بالأسكندرية، وفي نادي الشركة التقى حسين بالفتاة الجميلة نعمة، وتبادلا الإعجاب الذي سرعان ماتحول لحب جارف، وتعاهدا على الزواج، وطالبت نعمة حبيبها حسين بسرعة مقابلة والدتها لطيفه هانم، خصوصا وأن المهندس أحمد فهمي زميله بالشركة، لم يكتف بمنافسة حسين على رئاسة نقابة العمال، بل أيضا ينافسه على قلب نعمة، وينتوى أن يتقدم لخطبتها من أمها، وصارح حسين والده المحامي المتقاعد عبد الحميد، بحبه لنعمة ورغبته في الزواج بها، ولكن عبد الحميد عندما علم ان نعمة ابنة لطيفه هانم، زوجته الخائنة، رفض ذلك الارتباط بشدة، خوفا من ان تكون الابنة مثل امها، ولكنه لم يوضح أسباب الرفض لإبنه حسين، الذي ضرب عرض الحائط برفض والده، وتوجه لمقابلة لطيفه هانم، التي رفضت طلب حسين، بعد ان سبقه والده عبد الحميد وحذرها من تزويج ابنتها نعمة بإبنه حسين، وإضطرت لطيفه هانم على قبول عرض المهندس أحمد فهمى، ووافقت على تزويجه من إبنتها نعمة، التي رفضت بشدة. أصيب حسين بصدمة كبيرة من رفض والده ورفض والدة نعمة، وشعر ان هناك سر يخفيه الجميع عنه، وقاطع والده، وانتهز فرصة إقامة معرض القاهرة الصناعى والزراعى السنوى، وسافر للقاهرة للإشراف على منتجات الشركة بالمعرض، وفي فترة الراحة، إلتقى في حلبة سباق الخيل، بالراقصة عيشه، التي دعته لمشاهدتها بكازينو الكونتيننتال الذي تعمل به، ووجد في عيشه سلواه بعد صدمة فشل زواجه من نعمة، وعندما علم انها تقيم في الفندق أعلى الكازينو، نقل إقامته للحجرة المجاورة لها، وتعددت لقاءاتهما لينمو الحب في قلبيهما، رغم فارق السن بينهما، فقد كان كل منهما يشعر بأن شيئا غامضا أقوى منه، يشد كل منهما للآخر، وأرسل المهندس احمد فهمى من يصور حسين مع الراقصة، ليستغل الصور في تشويه صورة حسين، الذي ينافسه على رئاسة النقابة، وكذلك على قلب نعمة، التي ماتزال يحدوها الأمل نحو حسين، وقد عرض الصور على عمال المصنع، لينقلبوا ضد حسين، كما عرض الصور على نعمة ليتحول قلبها عن حسين، وخاف عبد الحميد على إبنه، عندما علم بعلاقته مع راقصة، فسافر للقاهرة لمقابلة إبنه وتطييب خاطره، وتوجيه النصح له للابتعاد عن الراقصة، ولكنه تقابل مع عيشه بالفندق، وعلم بعلاقتها بإبنه وإطمئن بأن العلاقة بينهما لم تتطور لما يغضب الله، وإضطر لإخبارها بأن حسين إبنها، وطلب منها ان تعود إليه، ولكنها رفضت حتى لا تتشوه صورتها عند حسين كأمه، وطلبت منه عدم إخباره بحقيقتها، وقررت الابتعاد عن حسين وقطع علاقتها به، وإضطر عبد الحميد لمصارحة إبنه بالحقيقة، وان عيشه هي امه، وانه هو السبب فيما وصلت إليه، وإنه ظلمها ويستحق العقاب، ولم يتحمل عتاب إبنه فمات لتوه. ذهب حسين إلى امه عيشه وأخبرها بإنه علم الحقيقة، وصحبها للأسكندرية لتعيش معه، وأشاع احمد فهمى أن حسين أحضر الراقصة لتعيش معه في بيته، بعد وفاة والده، ولكن حسين صارح عمال المصنع بأن تلك السيدة هي أمه، وليست عشيقته، وصحيح انها راقصة، ولكنه لا يستطيع التخلى عنها لإنها أمه، وعادت نعمة لحسين بعد علمها بالحقيقة، ولكن لطيفه هانم واجهت ضرتها السابقة عيشه، لمنع زواج ابنتها من ابنها، ولكن عيشه فضحتها امام ابنتها نعمة، بإنها تسببت في طلاقها وحرمانها من ابنها، بينما اتخذت عشيقا حتى طلقها زوجها وتزوجت عشيقها، ولم تستطع نعمة التخلى عن امها، رغم عدم رضاءها عن تصرفاتها، ثم تزوجت نعمة من حسين، الذي فاز برئاسة النقابة بالتزكية، واعتذار المهندس احمد فهمى له.

## تمثيل
- صلاح ذو الفقار
- تحية كاريوكا
- حسين رياض
- زوزو نبيل
- زيزي البدراوي
- عمر الحريري
- ليلى طاهر
- فردوس محمد
- وداد حمدي

## روابط خارجية
- مقالات تستعمل روابط فنية بلا صلة مع ويكي بيانات